# Þorsteinn Pálsson
Þorsteinn Pálsson (* 29. října 1947 Selfoss) je bývalý islandský politik, představitel konzervativně-liberální Strany nezávislosti, jejímž byl v letech 1983–1991 předsedou. Od července 1987 do září 1988 byl premiér Islandu. V letech 1985–1987 byl ministrem financí, v letech 1991–1999 ministrem rybolovu a ve stejné době zároveň ministrem spravedlnosti a náboženských otázek. Poslancem Althingu, islandského parlamentu, byl mezi lety 1983 až 1999. Poté se stal velvyslancem, nejprve v Británii, poté v Dánsku, Řecku či Indii. V letech 2006–2009 pracoval jako novinář v deníku Fréttablaðið.